# Nông nghiệp Guinea Xích Đạo
Nông nghiệp là hoạt động kinh tế chính ở Guinea Xích Đạo, với khoảng 70% dân số hoạt động kinh tế.
Ước tính khoảng 8% diện tích đất được sử dụng để sản xuất cây trồng. Đảo Bioko có lượng mưa quanh năm và hoạt động kinh tế phổ biến là trồng ca cao. Ở Río Muni (ở lục địa châu Phi) với 80% dân số sinh sống, cây lương thực là hoạt động kinh tế chủ đạo, và canh tác hoa màu chỉ là thứ yếu.
Nông nghiệp (bao gồm cả lâm nghiệp và đánh bắt) chiếm khoảng 55% GDP và 60% kim ngạch xuất khẩu. Cây lương thực chính là sắn, trong đó 45.000 tấn được sản xuất vào năm 2004. Khoai lang là cây lương thực đứng thứ hai, với 36.000 tấn năm 2004, tiếp theo là chuối (20.000 tấn).
Trước khi giành độc lập, cây trồng chính là ca cao, cà phê và hạt cọ để lấy dầu cọ. Ca cao Guinea, có chất lượng tuyệt vời, đạt sản lượng hàng năm là 38.000 tấn vào năm 1967. Tuy nhiên, sản lượng đã giảm mạnh trong những năm 1970, giảm xuống còn 4.512 tấn vào năm 1980. Năm 2004, sản lượng ước tính đạt 2.400 tấn. Cà phê có chất lượng tương đối kém ở phía bắc Río Muni, dọc theo biên giới Cameroon. Sản lượng 8.959 tấn năm 1967 giảm xuống còn 500 tấn năm 1978; sự sụt giảm sản lượng chủ yếu là do nông dân buộc phải chuyển giao cà phê sang đồn điền ca cao Bioko. Sản lượng cà phê ước tính khoảng 3.500 tấn vào năm 2004. Sản lượng ca cao và cà phê thực tế cao hơn, nhưng số liệu chính thức không tính đến số lượng nhập lậu ra nước ngoài hơn là số lượng giao cho các cơ quan tiếp thị nhà nước.